# HD 7924

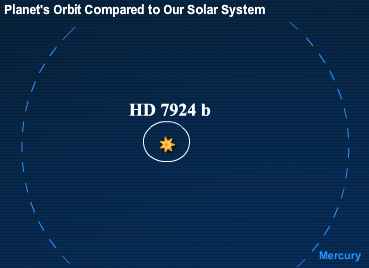

HD 7924 é uma estrela de classe K de 7ª magnitude aparente de sequência principal localizada a aproximadamente 54,8 anos-luz de distância na constelação de Cassiopeia. Esta estrela é menor, mais fria, mais escura e com menos massa do que o Sol. Seu conteúdo de metal é também de cerca de sete décimos do Sol. Em 2009, uma superterra (HD 7924 b) foi descoberta em órbita ao redor da estrela. Em 2015, mais dois planetas foram descobertos (HD 7924 c e HD 7924 d), e a massa do planeta original (HD 7924 b) foi revisada levemente para baixo.